# Butterfly (Moonjam-album)
 For alternative betydninger, se Butterfly. (Se også artikler, som begynder med Butterfly)
Butterfly er det sjette studiealbum fra det dansk pop-rockorkester Moonjam. Det blev udgivet i 1994.

## Spor
1. "Icecream" - 4:47
2. "Circus Butterfly" - 3:58
3. "Adagio" - 3:55
4. "Vågner Af Drømmen" - 4:53
5. "I Have Nothing" - 4:23
6. "Vi Lever" - 4:14
7. "Glemmer Tid Og Sted" - 4:20
8. "Stormfugle" - 3:37
9. "Hey Babe" - 4:55
10. "Luk Op" - 5:03
11. "Under En Palme" - 3:38
12. "Night Life" - 3:54
13. "Loulou" - 4:31
14. "Tornerose" - 3:52
15. "Vi Lever (Instr. Version)" - 4:42
16. "Nu Er Det Nat" - 3:51
17. "Waltz" - 7:02